# Venturino Ventura
Venturino Ventura (Firenze, 1910 – Roma, 1991) è stato un architetto italiano.

## Biografia
Si è laureato a Roma nel 1936 alla Regia scuola di Architettura.  Allievo di Enrico Del Debbio, ha lavorato con importanti architetti quali Ballio Morpurgo e Adalberto Libera.  Nel 1938 ha vinto l’importante incarico per la Torre alla Mostra d’Oltremare a Napoli. La carriera universitaria viene interrotta dalle leggi razziali, per sfuggire alle quali si trasferisce a Chieti dal 1941 al 1942. 
Dopo la Liberazione ritorna a Roma e mette in piedi uno studio professionale, dedicandosi esclusivamente alla clientela privata e rimanendo al di fuori dal dibattito architettonico accademico.

## Opere
Alcune delle opere di Venturino Ventura a Roma sono:
- La palazzina in via Bruxelles 77
- Il complesso in via Luciani 45
- Un villino in piazza Caprera
- Una palazzina in via Ciro Menotti, quartiere Della Vittoria
- La palazzina d’angolo tra via Nicotera e via Montanelli, quartiere Della Vittoria
- Palazzine a Via Gomenizza, quartiere Della Vittoria

Tra le sue opere fuori da Roma si può citare il complesso residenziale di via Piaggia dei Filosofi a Perugia.